# クリスティン・フロセス
クリスティン・フロセス（Kristine Froseth、1995年9月21日 - ）は、ノルウェーの女優。

## フィルモグラフィー

### 映画
- 2017: ライ麦畑の反逆者 (Rebel in the Rye) ... シャーリー・ブレイニー
- 2018: シエラ・バージェスはルーザー (Sierra Burgess Is a Loser) ... ベロニカ
- 2018: アポストル 復讐の掟 (Apostle) ... フィオン
- 2019: プレイ (Prey) ... マドレーヌ
- 2019: ロータイド (	Low Tide) ... メアリー
- 2019: アシスタント (The Assistant) ... シエナ
- 2021: バーズ・オブ・パラダイス (Birds of Paradise) ... マリーヌ・エリーゼ・デュラン
- 2022: シャープスティック (Sharp Stick) ... サラ・ジョー
- 2022: HOW TO BLOW UP (How to Blow Up a Pipeline) ... ローワン

### テレビ
- 2016: ジュニア (Junior) ... ジェス
- 2017: 正しい者を入れてください (Let the Right One In) ... イーライ
- 2018: ハリー・クベール事件の真実 (The Truth About the Harry Quebert Affair) ... ノーラ・ケラーガン
- 2019: ザ・ソサエティ (The Society) ... ケリー
- 2019: アラスカを追いかけて (Looking for Alaska) ... アラスカ・ヤング
- 2020: 街灯が点灯するとき (When the Streetlights Go On) ... クリッシー・モンロー
- 2022: ファーストレディ (The First Lady) ... ベティ・フォード（若い頃）
- 2022: アメリカン・ホラー・ストーリーズ (American Horror Stories) ... コビー・レイ・デラム
- 2023: バカニアーズ (The Buccaneers) ... ナン セント ジョージ